# S Persei

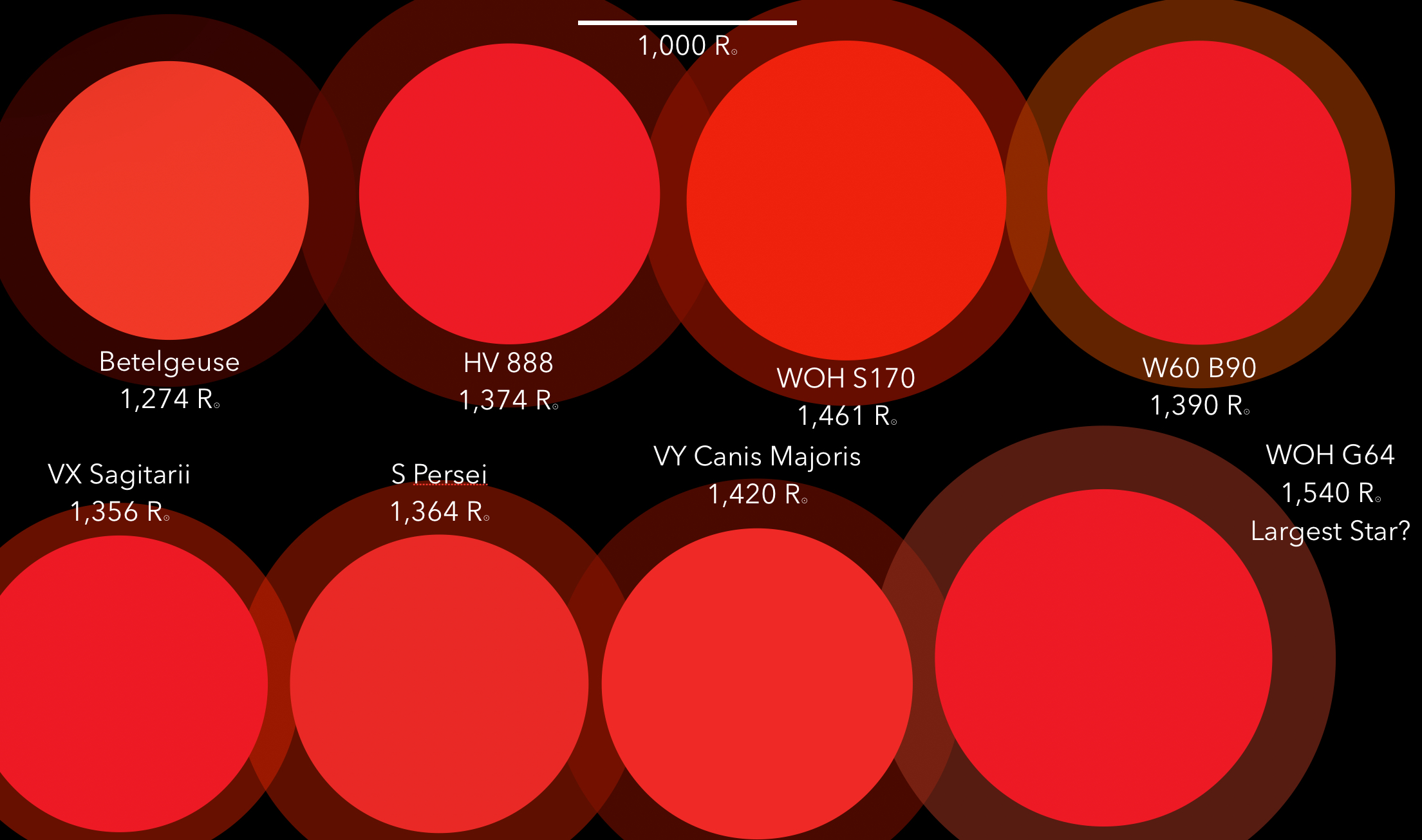
Diagrama de estrellas supergigantes rojas de gran tamaño, medidas con radios solares, entre las que se incluyen HV 888, WOH S170, W60 B90, VX Sagitarii, S Persei, VY Canis Majoris y WOH G64.

S Persei (S Per) es una estrella variable en la constelación de Perseo de magnitud aparente media +9,17.

## Distancia
S Persei es una estrella alejada del sistema solar y su distancia se ha evaluado en 2420 ± 110 pársecs (7900 años luz).
Tiene una velocidad radial consistente con la del Cúmulo Doble de Perseo (h + χ Persei), lo que la emplaza como miembro de la asociación estelar Persei OB1.
Su movimiento alrededor del centro galáctico no es circular, y se piensa que dicho movimiento es representativo del que tiene dicha asociación OB dentro de la Vía Láctea.

## Características
S Persei es una supergigante roja de tipo espectral M4.5I con una temperatura efectiva de 3000 K —otro estudio eleva esta cifra hasta 3500 K—.
De gran tamaño, tiene un radio entre 780 y 1230 veces más grande que el del Sol, lo que equivale a 3,6 - 5,2 UA; considerando el tamaño mayor, si S Persei estuviese en el centro de nuestro  Sistema Solar, su superficie se extendería hasta la órbita de Júpiter.
Su luminosidad bolométrica —en todas las longitudes de onda— equivale a 86.000 veces la luminosidad solar y, como otras estrellas similares, pierde masa estelar a razón de 6,8 × 10-6 masas solares por año.
S Persei muestra emisión máser de H2O, SiO y OH.
Se ha observado que la actividad máser de OH está polarizada —lo que implica la existencia de un campo magnético— y que el grado de polarización varía a lo largo del tiempo.
Por otra parte, la intensidad de la línea del litio LiI en su espectro es notable; dado que las supergigantes rojas no muestran esta característica, se piensa que S Persei puede ser una genuina estrella de la rama asintótica gigante (RAG) rica en oxígeno.

## Variabilidad
S Persei está catalogada como variable semirregular SRC, cuyo prototipo es la conocida μ Cephei.
Su brillo fluctúa entre magnitud +7,9 y +12,0, lo que supone una gran amplitud de variación, cercana a las observadas en las variables Mira.
Su período es de 813 ± 16 días.